# La restaurantul Père Lathuille
La restaurantul Père Lathuille este o pictură în ulei pe pânză din 1879 realizată de pictorul francez Édouard Manet. Acum se află în Musée des Beaux-Arts din Tournai. El a pictat-o chiar înainte de moartea sa și a semnat-o „Manet, 1879”. În fundal este proprietarul - Manet a pictat și un portret al fiicei sale.
Cabaretul Père Lathuille - ulterior restaurant - au fost amplasate în cartierul Batignolles, pe locul pe care acum se află un cinematograf Avenue de Clichy, numărul 7, imediat după Barrière de Clichy, pentru a evita plata taxei pe vin. În timpul apărării Parisului, la 30 martie 1814, mareșalul Bon-Adrien Jeannot de Moncey l-a folosit ca post de comandă. Chiar înainte de venirea inamicului, Père Lathuille le-a dat soldaților băuturi gratuite, spunând „Beți, prietenilor, beți gratis - nu lăsați vinul meu în butoaie”.
1. ↑   https://balat.kikirpa.be/object/10137027, accesat în 15 iulie 2023 Lipsește sau este vid: |title= (ajutor)